# 729
729（七百二十九、七二九、ななひゃくにじゅうきゅう）は、自然数また整数において、728の次で730の前の数である。

## 性質
- 729は合成数であり、約数は1, 3, 9, 27, 81, 243, 729である。
  - 約数の和は1093。
    - 約数の和が奇数になる46番目の数である。1つ前は722、次は784。
    - 約数の和が素数になる8番目の数である。1つ前は289、次は1681。

  - 約数を7個持つ2番目の数である。1つ前は64、次は15625。(オンライン整数列大辞典の数列 A030516)
    - 約数を7個もつ数は素数の6乗に限られる。
- 729 = 272
  - 27番目の平方数である。1つ前は676、次は784。
  - n = 2 のときの 27n の値とみたとき1つ前は27、次は19683。
  - 729 = (3 × 9)2
    - n = 9 のときの (3n)2 の値とみたとき1つ前は576、次は900。(オンライン整数列大辞典の数列 A016766)

  - 729 = 1 × 3 × 9 × 27
    - 27 の約数の積で表せる数である。1つ前は676、次は21952。(オンライン整数列大辞典の数列 A007955)
    - 初項 1、公比 3 の等比数列における第4項までの総乗である。1つ前は27、次は59049。(オンライン整数列大辞典の数列 A047656)
      - この値は n = 4 のときの 3n(n−1)/2 の値である。
- 729 = 93
  - 9番目の立方数である。1つ前は512、次は1000。
  - n = 3 のときの 9n の値とみたとき1つ前は81、次は6561。
  - 九進法では 1000 になる。
  - 729 = (3 × 3)2
    - n = 3 のときの (3n)3 の値とみたとき1つ前は216、次は1728。(オンライン整数列大辞典の数列 A016767)

  - 729 = 93 = 13 + 63 + 83
    - このことよりある整数 a と 6a と 8a の立方和は必ず整数の立方根 9a をもつ。
    - 3つの正の数の立方数の和1通りで表せる92番目の数である。1つ前は713、次は731。(オンライン整数列大辞典の数列 A025395)
    - 異なる3つの正の数の立方数の和1通りで表せる46番目の数である。1つ前は701、次は736。(オンライン整数列大辞典の数列 A025399)
    - n = 3 のときの 1n + 6n + 8n の値とみたとき1つ前は101、次は5393。(オンライン整数列大辞典の数列 A074521)

  - 729 = 1 × 9 × 81
    - 初項 1、公比 9 の等比数列における第3項までの総乗である。1つ前は9、次は531441。(オンライン整数列大辞典の数列 A053764)
      - この値は n = 3 のときの 3n(n−1) の値である。
- 729 = 36
  - 3番目の6乗数である。1つ前は64、次は4096。
  - n6 の形の数は平方数と立方数の両方の性質をあわせもつ数である。
  - n = 6 のときの 3n （3の累乗数）の値とみたとき、1つ前は243、次は2187。
  - n = 3 のときの 3n! の値とみたとき1つ前は9、次は282429536481。(オンライン整数列大辞典の数列 A100731)
  - n = 3 のときの nn! の値とみたとき1つ前は4、次は281474976710656。(オンライン整数列大辞典の数列 A053986)
  - 素数 p = 3 のときの p6 の値とみたとき、1つ前は64、次は15625。(オンライン整数列大辞典の数列 A030516)
  - n = 3 のときの n3 × 3n の値とみたとき1つ前は72、次は5184。(オンライン整数列大辞典の数列 A062074)
  - 六進法では 310 として表現される数である。
  - 7 + 2 + 9 = 3 × 6 より38番目のスミス数である。1つ前は728、次は762。
    - 2つの連続する整数がともにスミス数である組としては (728, 729) は最小である。

  - 素因数に3が含まれているN進法では、逆数が有限小数になる。
例. 1/3213(6) = 0.000144(6) , 1/1000(9) = 0.001(9)
- 十進法では、1/729 は循環節の長さが81の循環小数になる。
  - 逆数が循環小数になる数で循環節が81になる5番目の数である。1つ前は652、次は815。
  - 3−n の循環節の長さは n ≧ 2 のとき、循環節の長さは 3n−2 になる。
- 14番目の完全トーティエント数である。1つ前は471、次は2187。3の累乗数は全て完全トーティエント数でもある。
- 各位の和が18になる29番目の数である。1つ前は693、次は738。
- 729 = 22 + 72 + 262 = 22 + 102 + 262 = 22 + 142 + 232 = 32 + 122 + 242 = 72 + 142 + 222
  - 異なる3つの平方数の和5通りで表せる31番目の数である。1つ前は706、次は731。(オンライン整数列大辞典の数列 A025343)
- 2i × 3j (i ≧ 0, j ≧ 0) で表せる37番目の数である。1つ前は648、次は768。(オンライン整数列大辞典の数列 A003586)

## その他 729 に関連すること
- 西暦729年
- 紀元前729年
- バーコード規格、EANの国コード729は、イスラエル。
- NHKラジオ第1放送名古屋の周波数は、729 kHz。
- 『C-blossom case729』は、福井晴敏原作の霜月かよ子の漫画。
- ジョージア (USS Georgia, SSBN/SSGN-729) は、アメリカ海軍のオハイオ級原子力潜水艦。